# Velilla de San Esteban
Velilla de San Esteban es una localidad española del municipio de San Esteban de Gormaz, perteneciente a la provincia de Soria, en la comunidad autónoma de Castilla y León. Está ubicada en el partido judicial de Burgo de Osma.

## Historia
En el censo de 1879, ordenado por el conde de Floridablanca,  figuraba como villa eximida en la intendencia de Soria, con jurisdicción de señorío y bajo la autoridad del alcalde ordinario de señorío. Contaba con 122 habitantes.
A la caída del Antiguo Régimen la localidad se constituyó en municipio constitucional, conocido entonces como Velilla, en la región de Castilla la Vieja. En el censo de 1842 contaba con 26 hogares y 100 vecinos. A mediados del siglo XIX, el lugar tenía contabilizadas 40 casas. Aparece descrito en el decimoquinto volumen del Diccionario geográfico-estadístico-histórico de España y sus posesiones de Ultramar de Pascual Madoz de la siguiente manera:

VELILLA: v. con ayunt. en la prov. de Soria (13 leg.), part. jud del Burgo (4), aud. terr. y c. g. de Búrgos (14), dióc. de Osma (4). sit. en una cuesta á la márg. der. del r. Duero, con clima frio y propenso á carbunclos y pústulas malignas. Tiene 40 casas; la consistorial, que sirve de cárcel; escuela de instruccion primaria á cargo de un maestro sin mas dotacion que la de 4 celemines de trigo por cada discípulo; una igl. parr. (La Asuncion de Ntra. Sra.) aneja de la de Alcozar. Confina el térm. con los de Rejas y Alcozar; dentro de él se encuentra una ermita (Ntra. Sra. de las Nieves). El terreno, bañado por el r. Duero, es de buena calidad; comprende un soto poblado de olmos, sauces, álamos y espinos, y una alameda de sauces. caminos: los locales y la carretera de Soria á Valladolid. correo: se recibe y despacha en el Burgo por el balijero de Langa. prod.: trigo, cebada, centeno, avena, vino, legumbres y pastos, con los que se mantiene ganado lanar y vacuno; hay caza de perdices y conejos, y pesca de barbos y truchas. pobl.: 26 vec., 100 alm. cap. imp.: 16,664 rs.
(Madoz, 1849, p. 652)

El municipio de Velilla de San Esteban desapareció en 1966, al fusionarse con los de San Esteban de Gormaz, Aldea de San Esteban, Atauta, Ines, Matanza de Soria, Olmillos, Peñalba de San Esteban, Piquera de San Esteban, Quintanilla de Tres Barrios, Rejas de San Esteban, Soto de San Esteban y Villálvaro. Contaba entonces con 45 hogares y 165 habitantes.

## Demografía
| Gráfica de evolución demográfica de Velilla de San Esteban entre 1842 y 1960 |
| |
| Población de derecho según los censos de población del INE Población de hecho según los censos de población del INEEn este censo se denominaba Velilla: 1842 Entre el censo de 1970 y el anterior, este municipio desaparece porque se integra en el municipio 42162 (San Esteban de Gormaz) |

En el año 1981 contaba con 68 habitantes, concentrados en el núcleo principal, pasando a 17 en 2010, 9 varones y 8 mujeres. En el año 2017 en invierno cuenta con 7 habitantes 3 varones y 4 mujeres. 
| Gráfica de evolución demográfica de Velilla de San Esteban entre 2000 y 2010                     |
|                                                                                                  |
| Población de derecho (2000-2010) según los censos de población del INE a 1 de enero de cada año. |